# Automechanik

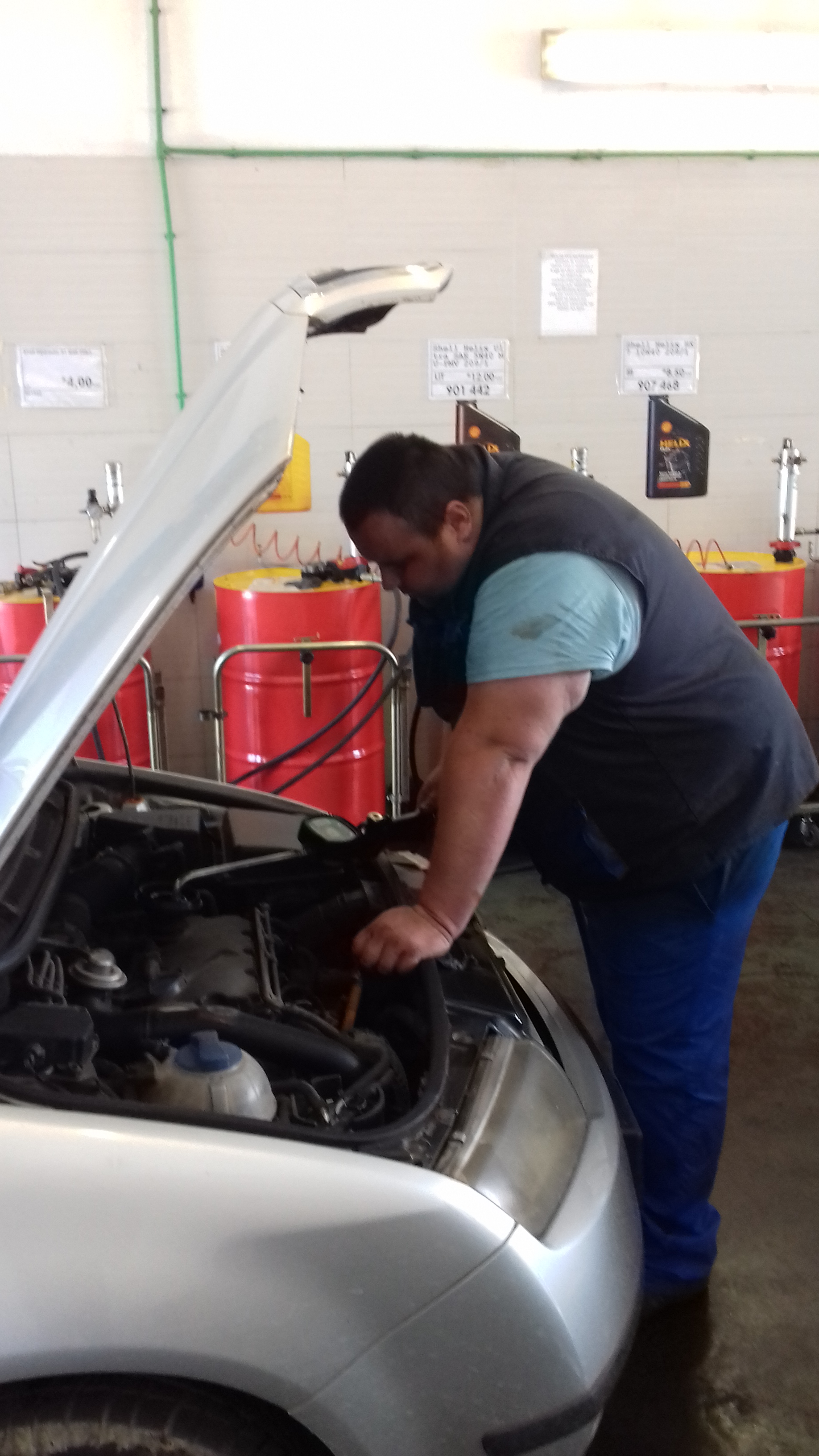
Automechanik při práci

Automechanik je povolání opravářů, seřizovačů a údržbářů motorových vozidel, případně učební obor, který na toto povolání připravuje. V Česku se učební obor automechaniků oficiálně označuje Mechanik opravář motorových vozidel a jde o tříletý učební obor zakončený závěrečnou zkouškou. Absolventi se uplatní zejména v autoservisech a na stanicích technické kontroly (STK). Obvykle pracují v menších i větších dílnách i mimo dílny s nepříznivými vlivy pracovního prostředí, jako je mastnota a těžko přístupné objekty práce, popř. vlivy klimatu.